# 김영흥
김영흥(한국 한자: 金永興, 1949년 2월 15일~)은 대한민국의 미술가이자, 서양화가이다.

## 예술 작품
- 아름다운 바닷속
- 숲속의 소나무
- 지금 그곳에는
- 상념
- 바람이 쉬어가는 곳
- 가을 풍경
- 봄이 오는 소리
- 설악산의 오후
- 그곳에 가고파(여름여행)

## 소속
- 대한민국 현대여성 (초대작가, 부회장) 대
- 한민국 아카데미 (초대작가)
- 한국미술협회 (회원)

## 수상
- 2017 대한민국 아카데미 경기도의회 의장상 2회
- 2016 대한민국 수채화 제 8 회 특선 대한민국 아카데미 특별상 14회
- 2015 대한민국 수채화 제 7 회 대상 , 대한민국 현대조형 장려상
- 2014 대한민국 현대조형 특선 및 우수상 2회